# Estación Aucó
Aucó fue una estación ferroviaria correspondiente al Longitudinal Norte ubicada en la comuna de Illapel, en la Región de Coquimbo, Chile. Fue parte de la extensión del Longitudinal Norte. Actualmente no quedan restos de la estación.

## Historia
Con el proceso de conexión de las vías ferroviarias del norte de Chile a través del Longitudinal Norte, una extensión ferroviaria entre la estación Illapel y Estación San Marcos construida desde norte a sur que inició sus obras en 1910 y fue entregada e inaugurada en 1913.
De la estación queda el letrero original, así como dos andenes, la plataforma de carga de minerales y la vía interna. El edificio original ha desaparecido.